# Lusus Troiae
Il Lusus Troiae, anche riportato nelle fonti come Ludus Troiae e ludicrum Troiae (Gioco di Troia) era una manifestazione equestre che si teneva nell'antica Roma.
Esso era uno dei ludi ("giochi"), che si celebravano in occasione di funerali imperiali, fondazioni di templi o vittorie militari.
Il lusus occasionalmente si svolgeva in concomitanza con i Ludi Saeculares, ma non era regolarmente legato allo svolgimento di una particolare festività religiosa.
La partecipazione al gioco era un privilegio per i ragazzi della nobiltà (nobiles).
Esso era un'esibizione di abilità comune, non una competizione.

## Descrizione
La descrizione più completa dell'esercizio è data da Virgilio nell'Eneide (V.545-603), come evento finale dei giochi svolti per commemorare l'anniversario della morte di Anchise, il padre di Enea.
L'esercitazione è compiuta da tre truppe (turmae), ciascuna formata da 12 cavalieri, un condottiero e due armigeri, che eseguono esercizi intricati sui dorsi dei cavalli:
(Virgilio, Eneide, V.580-593)
Complesse manovre di incroci in una esibizione di equitazione erano caratteristiche delle riviste della cavalleria romana durante le parate.
Lo scrittore greco di arti militari Arriano le descrive nel suo libro Technē Taktikē ("L'arte della tattica militare"), riportando che ebbero origine dalle unità di cavalleria non romane fornite dagli alleati (auxilia), in particolare da Galli (cioè i Celti continentali, Iberi.
Il gioco di Troia era comunque puramente cerimoniale e coinvolgeva ragazzi troppo giovani per il servizio militare.

## Storia e origine

Labirinto cretese

Il lusus Troiae fu "resuscitato" da Giulio Cesare nel 45 o nel 46 a.C., forse in relazione alle rivendicazioni della sua famiglia di discendere da Iulo, il figlio di Enea, che nel gioco dell'Eneide cavalca un cavallo donato dalla regina cartaginese Didone.
Stante l'ambientazione mitologica, la descrizione del ludus Troiae nell'Eneide è verosimilmente il frutto della eziologia narrativa dei poeti d'età augustea
Storicamente, la manifestazione non può essersi svolta prima dell'età di Silla e si è dubitato che il lusus presentato sotto Silla fosse il gioco di Troia.
Pure non sicura come prova di una manifestazione molto anteriore è una manifestazione analoga che si svolse durante i ludi Romani al tempo della Seconda guerra punica.
L'affermazione che la manifestazione "risalga almeno al VI secolo a.C." è basata in parte su un oinochoe etrusco per la mescita del vino risalente alla fine del VII secolo e proveniente da Tragliatella (vicino a Caere), che raffigura giovani a cavallo che escono da un labirinto con la legenda TRUIA, di cui uno dei possibili significati è Troia.
Virgilio confronta in maniera esplicita gli schemi della carica al Labirinto di Cnosso, cui era associato il geranos ("danza della gru"), danza insegnata da Teseo ai giovani ateniesi che salvò dal Minotauro. Nel mito e nel rituale, il labirinto, e di conseguenza il ludus, è stato interpretato come "un ritorno dal pericolo, un trionfo della vita sulla morte" o più specificatamente come un'iniziazione rituale.
Il geranos di Teseo serve come un "prototipo mitico per la fuga degli iniziati dai rigori dell'iniziazione"; i piedi degli armigeri sul vaso per vino Truia possono indicare dei passi di danza.
Un'iconografia dell'iniziazione similare a quella dell oinochoe etrusca si trova anche su un pannello del Calderone di Gundestrup, in cui si ritiene generalmente che vi sia rappresentato un soggetto celtico con un'influenza tracia nella lavorazione.
Almeno uno dei popoli celtici della Gallia centrale, gli Edui, rivendicò come i Romani un'ascendenza troiana e furono formalmente riconosciuti dal Senato romano come "fratelli" ed alleati di Roma molto tempo prima di essere incorporati nell'Impero.
La designazione etrusca della manifestazione come "Truia", se questo è quanto il vaso effettivamente illustra, può essere un gioco di parole, poiché truare significa "muovere", con un significato specialistico nel vocabolario della tessitura: è stato ipotizzato che il ludus Troiae è il "gioco del filo che si muove", inteso alla riparazione del "tessuto sociale" di Roma dopo le recenti guerre civili.

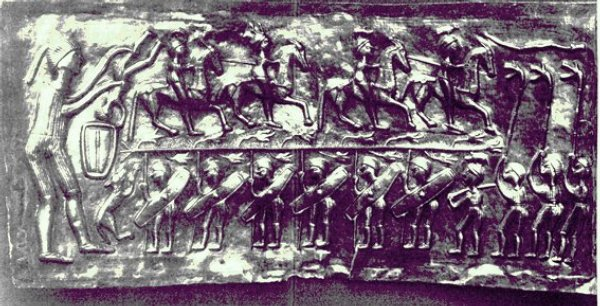
Pannello del Calderone di Gundestrup a volte ritenuto la rappresentazione di un rituale equestre di iniziazione

Il gioco di Troia era effettuato in un giorno di purificazione (dies lustri).
Virgilio utilizza due forme del verbo "tessere" per descrivere i movimenti equestri e, in alcune versioni del mito di Teseo, il ritorno dell'eroe dal labirinto è reso possibile dal seguire un filo fornito da Arianna.
Il gioco può avere legami con Marte, che fu associato ai cavalli attraverso le sue festività di Equirria e il rituale dell'October equus, come patrono della gioventù guerriera.
I giovani sacerdoti armati di Marte, i Salii, eseguivano passi di danza espressi dalle forme del verbo truare, qui forse con il significato di "eseguire una danza truia".
Il gioco di Troia si svolgeva sotto la supervisione dei Tribuni dei Celeres, che erano collegati ai Salii nei Fasti Praenestini.
Augusto stabilì che il lusus Troiae fosse una manifestazione regolare.
La sua esecuzione faceva parte di un interesse generale per le origini troiane riflesse anche nella creazione delle Tabulae Iliacae o "tavolette troiane", bassorilievi che illustrano scene dell'Iliade, riportando spesso testi in forma di acrostici o palindromi, indicando un movimento schematico o labirinti letterari
Il giovane Tiberio guidò una turma durante i giochi che celebravano la dedicazione del Tempio del Divo Giulio, il 18 agosto del 29 a.C..
Il lusus fu tenuto anche in occasione della dedicazione del Teatro di Marcello nel 13 a.C. e del Tempio di Marte Ultore, il I agosto del 2 a.C..
I bambini in ambiti orientali rappresentati sull'Ara Pacis sono stati identificati talvolta come Gaio e Lucio Cesare in abbigliamento "troiano" in occasione del gioco del 13 a.C..
Il gioco di Troia continuò ad essere rappresentato sotto altri imperatori della Dinastia giulio-claudia.
Seneca cita la manifestazione nella sua opera Troades (riga 778). Nerone partecipò nel 47 d.C., all'età di 9 anni, assieme a Britannico.